# Хакупу (округ)
Хакупу (англ. Hakupu) — один из 14 округов Ниуэ (владение Новой Зеландии). Административным центром округа является одноимённая деревня.

## Географическая характеристика
Округ Хакупу расположен в юго-восточной части острова Ниуэ. Его площадь составляет 48,04 км². Административный центр расположен в юго-восточной части округа.

Граничит с округами: Лику, Алофи, Авателе и Ваиеа. На юге омывается Тихим океаном.